# Mandschu

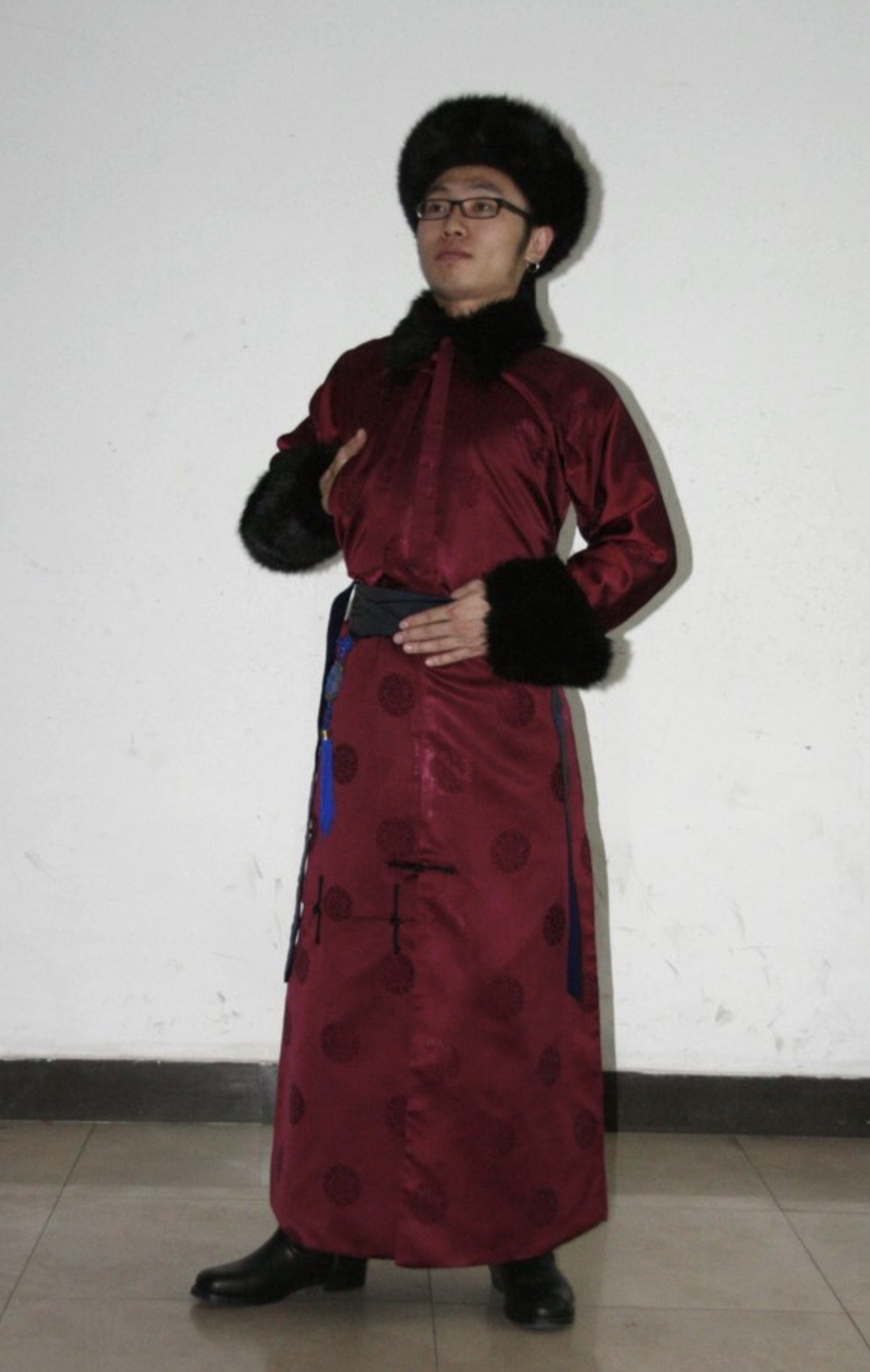
Ein Mandschu in traditioneller Kleidung

Die Mandschu (mandschurisch  Manju; chinesisch 滿洲族 / 满洲族, Pinyin Mǎnzhōuzú, meist kurz: 滿族 / 满族,  Mǎnzú), auch Mandschuren (滿族人 / 满族人,  Mǎnzúrén) sind ein tungusisches Volk in der Mandschurei im Nordosten Chinas. 2010 waren sie nach den Zhuang und den Hui-Chinesen die drittgrößte der 55 anerkannten ethnischen Minderheiten Chinas. Sie waren die Begründer der späteren Jin- (1616 bis 1636) bzw. Qing-Dynastie (1636 bis 1912) Chinas. Die Mandschu stammt vom Volk der Jurchen ab, die die Jin-Dynastie (1115 bis 1234) in Nordchina gegründet hatte.
Von den gut 10 Millionen Angehörigen der Gruppe sprechen die meisten heute Chinesisch im jeweiligen Dialekt ihres Wohnorts, also vor allem den Nordostdialekt. Nur noch einige Dutzend Menschen beherrschen die mandschurische Sprache (Mandschu) als Muttersprache. Mehrere tausend Menschen beherrschen Mandschu jedoch flüssig als Zweitsprache. Das verwandte Xibenisch, das im autonomen Kreis Qapqal der Xibe in Xinjiang gesprochen wird, ist jedoch tatsächlich ein Dialekt des Mandschurischen.
Seit 1980 erlebt die Sprache und Kultur der Mandschu eine Revitalisierung und wird von der lokalen Regierung gefördert. Soziale Veranstaltungen, Zeremonien und Sprachunterrichte zur Förderung der Mandschu-Kultur erfreuen sich großer Beliebtheit bei ethnischen Mandschu, aber auch bei Han.

## Demographie und Autonomie
Bei der Volkszählung im Jahre 2010 wurden 10.387.958 Mandschu gezählt. Ihre Bevölkerung verteilte sich (nach den 1990er Daten) folgendermaßen: 50,43 % der Mandschu leben in Liaoning, 17,6 % in Hebei, 12,06 % in Heilongjiang, 10,67 % in Jilin, 4,65 % im autonomen Gebiet Innere Mongolei und 1,68 % in Peking.
- In der Provinz Liaoning beträgt der Anteil der Mandschu 13 % der Bevölkerung, die für sie eingerichteten sechs autonomen Kreise (Benxi, Huanren, Kuandian, Qingyuan, Xinbin und Xiuyan) umfassen über 17 % der Fläche dieser Provinz.
- In der Provinz Hebei beträgt der Anteil der Mandschu 3,2 % der Bevölkerung, ihre vier autonomen Kreise (Fengning, Kuancheng, Qinglong und Weichang) machen 12,3 % der Provinzfläche aus.
- In der Provinz Jilin beträgt der Anteil der Mandschu 4 %, ihr autonomer Kreis Yitong macht 1,3 % der Fläche aus.
- In der Provinz Heilongjiang machen die Mandschu knapp 3 % der Bevölkerung aus und verfügen über keinen autonomen Kreis; allerdings gibt es zahlreiche Nationalitätengemeinden der Mandschu, so z. B. Sijiazi, Nongfeng und Kunhe.

## Herkunft
Die Mandschu stammen von dem tungusischen Volk der Jurchen ab, die ihre Heimat in der südöstlichen Mandschurei hatten und im 12. Jahrhundert ganz Nordchina eroberten. Der Name „Mandschu“ wurde 1635 offiziell von Huang Taiji (皇太极), der den Jianzhou-Jurchen angehörte, eingeführt. Er dürfte allerdings schon ab 1605 benutzt worden sein. Nurhacis Sohn Huang Taiji entschied sich, den Namen „Mandschu“ zu verwenden, und verbot die Benutzung des Namens „Jurchen“. Die ursprüngliche Bedeutung des Begriffes steht zwar nicht fest, es wird jedoch vermutet, dass es ein altes Wort für die Jianzhou-Jurchen war. Nach einer anderen Theorie stammt der Begriff von dem Bodhisattva Manjusri (das „Bodhisattva der Weisheit“), dessen Menschwerdung Nurhaci zu sein behauptete. Vor dem 17. Jahrhundert waren die Vorfahren der Mandschu ein ländliches Volk, das sich durch Jagen, Fischerei und teilweise Landwirtschaft ernährte.

## Geschichte

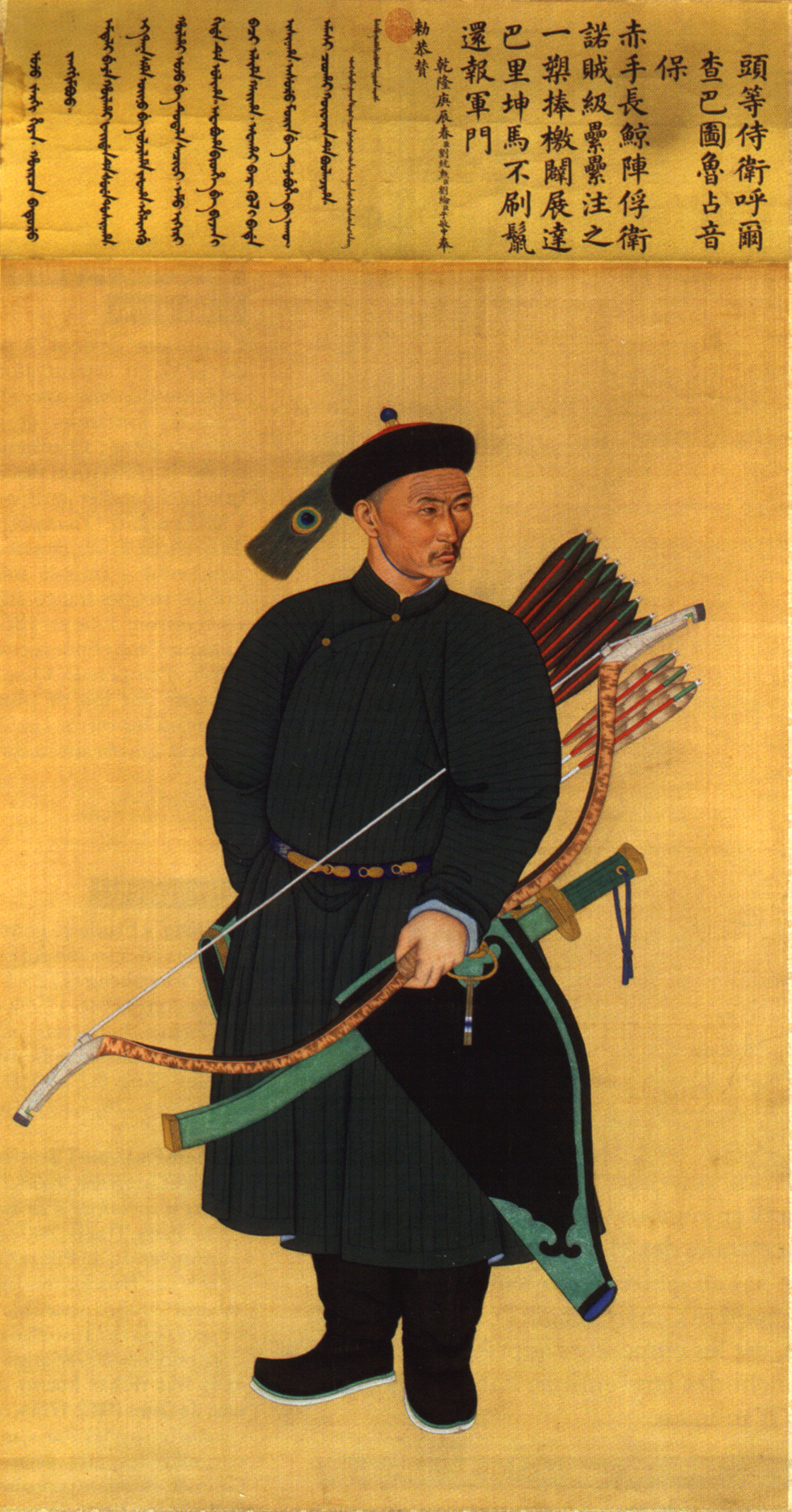
Ein Mandschu in traditioneller Kriegerpose

### Späte Jin-Dynastie
Im Jahre 1616 errichtete der Mandschu-Anführer Nurhaci die Späte Jin-Dynastie und den Staat Amaga Aisin Gurun, oder kurz Manju Gurun („Staat der Mandschu“) und vereinigte die Mandschu-Stämme. Auf diese Zeit geht auch die Schaffung des Militärsystems der Acht Banner zurück. Nach dem Tod Nurhacis 1626 änderte sein Sohn Huang Taiji den Namen der Dynastie in Qing.

### Qing-Dynastie

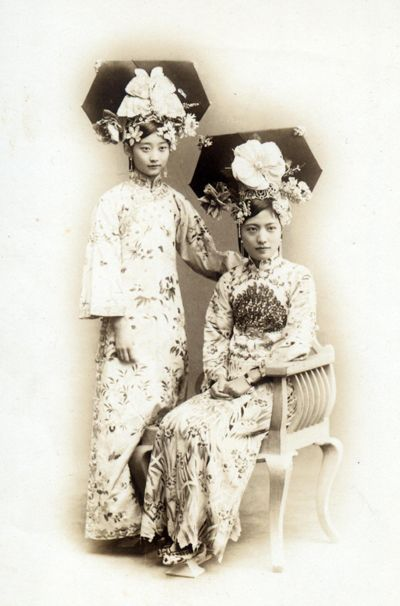
Adlige Mandschu-Damen um 1900

Als Li Zicheng 1644 Peking eroberte, griff die Qing-Armee das chinesische Gebiet jenseits der Großen Mauer an und machte Peking nach Mukden (seit der Zeit der Streitenden Reiche eine chinesische Stadt) zur neuen Hauptstadt. Sie eroberten binnen weniger Jahre das gesamte Territorium der Ming-Dynastie.
In der Qing-Dynastie wurden alle wichtigen Ämter des Reiches mit jeweils einem Han- und mandschurischen Mitglied besetzt, wodurch ein recht großer Anteil der Mandschu, deren Anzahl insgesamt vergleichsweise gering war, Regierungsbeamte waren.

### Assimilierung
Während der Qing-Dynastie versuchte die Regierung, die mandschurische Kultur und Sprache zu erhalten. Diese Versuche waren langfristig nicht sehr erfolgreich, weil sich die Mandschu immer mehr den Bräuchen der Han anpassten und auch deren Sprache nach und nach übernahmen. Bereits im 18. Jahrhundert wurde selbst am Kaiserhof nur noch selten Mandschurisch gesprochen. In den 1880er Jahren berichtete der Sprachforscher Paul Georg von Möllendorff, die Sprache sei am Hof mündlich nur noch als feststehende Kommandos bei Zeremonien in Gebrauch. Die Mandschurische Schrift wurde aber bis zum Zerfall der Dynastie neben dem Chinesischen weiterhin als Schriftsprache für offizielle Dokumente und die Kommunikation zwischen dem Kaiser und den Banneroffizieren verwendet.
Auf der anderen Seite hat auch die mandschurische die Han-Kultur in großem Ausmaß beeinflusst. Große Gruppen von Han, die so genannten Han-Bannerleute, wurden in einem gegenläufigen Prozess seit dem 17. Jahrhundert mandschurisiert. Viele Dinge, die heute als typisch für die nordchinesische Kultur angesehen werden, sind tatsächlich mandschurischen Ursprungs und Ergebnis einer umgekehrten Assimilierung.
Obwohl sich die Mandschu an die Han-Kultur assimilierten und sich selbst immer als Chinesen im Sinne von Angehörigen des Reiches der Mitte begriffen, wurden sie gegen Ende der Qing-Dynastie von chinesischen Nationalisten als ausländische Kolonialmacht dargestellt. Diese Darstellung verschwand aber schnell, weil das neue republikanische China nach der Revolution von 1911 die Mandschu in eine neue, republikanische nationale Identität hineinkonstruierte.

### Mandschukuo
1931 errichteten die Japaner im Nordosten Chinas einen als Mandschukuo (满洲国,  Mǎnzhōuguó, jap. まんしゅうこく, 満州国 Manshūkoku) bezeichneten Marionettenstaat. Zu dieser Zeit war das Gebiet bereits überwiegend von Han bewohnt und selbst unter den Mandschu konnte dieses Projekt nicht viel Interesse erwecken.
Vermutlich wurde ein „mandschurischer“ Staat nur deswegen errichtet, um eine Sezession zu rechtfertigen und damit nicht nur China, sondern auch den seit 1890 starken Einfluss Russlands in der Region weiter zu schwächen und eine Invasion Chinas vorzubereiten.
Nach dem Zweiten Weltkrieg wurde das Territorium wieder ein Teil Chinas.

## Kultur
Während die meisten (nördlichen) tungusischen Völker ein nomadisches Leben führten, betrieben die südlichen Tungusen vorwiegend Landwirtschaft. Die antiken Mandschu lebten hauptsächlich in Dörfern und Städten und praktizierten sowohl Landwirtschaft als auch die Jagd.

### Sport

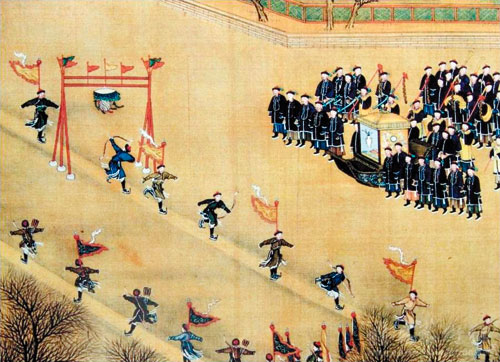
Das Eislaufen (nisume efire efin) gilt als traditionelle Sportart der Mandschu. Während der Qing-Dynastie galt das Eislaufen auch als Kriegskunst. Das Acht Banner Eislauf Bataillon" (八旗冰鞋营) bestand aus 1600 Eislauf-Bogenschützen.

Als traditionelle Sportarten gelten das Reiten, das Bogenschießen und das Eislaufen. Die Beizjagd spielte ebenfalls eine große Rolle.

### Religion
Ursprünglich folgten die Mandschu und ihre Vorfahren einer animistischen Religion des klassisch sibirischen Schamanismus mit einer Vielzahl an Göttern und Geistern, welche als Enduri bezeichnet werden. Viele dieser Götter waren einst menschliche Vorfahren, die sich durch besondere Leistungen oder Fähigkeiten auszeichneten oder aufgrund eines ausgeprägten Ahnenkults verehrte Personen. Nach der Eroberung von China im 17. Jahrhundert kamen die Mandschu in Kontakt mit der chinesischen Kultur. Sie wurden stark von der chinesischen Volksreligion beeinflusst und behielten nur wenige schamanische Riten bei. Schamanen galten früher als höchst respektable und weise Personen, verloren im Laufe der Geschichte aber diese hohe Stellung.

Ethno-religiöses Zeichen der Mandschu und deren Volksreligion. In stilisierter Schrift: ᠮᠠᠨᠵᡠ; Manju.

Die Jurchen – die Vorfahren der Mandschus – wurden bereits im 10.–13. Jahrhundert vom Buddhismus der Reiche Balhae, Goryeo, Liao und Song beeinflusst. Die Regenten der Qing-Dynastie wurden immer „Buddha“ genannt. Allerdings wurde der Buddhismus von den Regierenden benutzt, um auf die Mongolen und Tibeter Macht auszuüben. Für die gewöhnlichen Mandschus war der Buddhismus in der Qing-Dynastie von geringer Bedeutung.

#### Bestattung
Traditionell praktizierten die Mandschu Feuerbestattung und erbauten Grabanlagen und Monumente. Jedoch kam auch die Erdbestattung vor.